# Szolnoki MÁV FC
A Szolnoki MÁV FC magyar labdarúgóklub Szolnok városából.

## Története
A csapatot 1910-ben alapították. A kezdeti évtizedek lassú fejlődése után sikerült 1937-ben a másodosztályba, majd a rákövetkező évben rögtön az első osztályba feljutnia. A csapat legnagyobb sikere az 1941-es Magyar Kupa megnyerése, a döntőben a Salgótarjáni BTC felett arattak 3–0-s győzelmet. A klub a következő évben harmadik lett az NB I-ben, azonban a második világháború megtörte a fejlődés lendületét, és a csapat 1948-ban szerepelt még az első osztályban, ahol 9 év alatt 266 mérkőzést játszott, 108 győzelme mellé 54 döntetlent és 135 vereséget szerezve, 567:635-ös összesített gólarány mellett. Ezután többszöri névváltoztatás következett, majd stabil NB II-es szereplés, a klub csak néhány szezon során kényszerült a harmadosztályban játszani. 1979-ben egyesült a csapat a helyi rivális Szolnoki MTE-vel. 2009-2010-es NB II-es bajnokság keleti csoportjában első helyen végzett, így 62 év után újra az NB I-ben szerepelhet.
2018-ban a csapat az NB II-ben szerepelt.

## Sikerek
Magyar labdarúgókupa
- Győztes: 1940-41

## Névváltozások
- 1912 – alapítás Szolnoki MÁV SE
- 1948 – 1949 Szolnoki Vasutas SE
- 1949 – 1953 Szolnoki Lokomotív SE
- 1953 – 1956 Szolnoki Törekvés SE
- 1956 – 1979 Szolnoki MÁV SE
- 1979 - 1996 Szolnoki MÁV-MTE
- 1996 – Szolnoki MÁV FC

## Jelenlegi keret
Utolsó módosítás: 2022. június 7. 
*A vastaggal jelzett játékosok felnőtt válogatottsággal rendelkeznek.
**A dőlttel jelzett játékosok kölcsönben szerepelnek a klubnál.
| Meszám                 | Név              | Nemzetiség   | Születési hely   | Születési idő (kor)            | Korábbi csapat              | Érték (€) | Szerződés lejárta |
| Kapusok                | Kapusok          | Kapusok      | Kapusok          | Kapusok                        | Kapusok                     | Kapusok   | Kapusok           |
| ---------------------- | ---------------- | ------------ | ---------------- | ------------------------------ | --------------------------- | --------- | ----------------- |
| 12                     | Kovács Péter     | HUN          | Debrecen         | 2000. február 10. (25 éves)    | Debreceni VSC               | 100 000   | 2022.06.30.       |
| 28                     | Hegedüs Lajos    | HUN          | Budapest         | 1987. december 19. (37 éves)   | Nyíregyháza Spartacus FC    | 150 000   | Nem publikus      |
| Védők                  |                  |              |                  |                                |                             |           |                   |
| 3                      | Gohér Gergő      | magyar       | Hatvan           | 1987. június 16. (37 éves)     | Gyöngyösi AK                | 50 000    | Nem publikus      |
| 4                      | Szabó Alex       | magyar       | Jászárokszállás  | 2002. május 15. (22 éves)      | Budapest Honvéd II-MFA      | 75 000    | 2022.06.30.       |
| 6                      | Tisza Kálmán     | magyar       | Szolnok          | 1992. április 12. (32 éves)    | Jászberényi FC              | 75 000    | Nem publikus      |
| 7                      | Lakatos Csaba    | magyar       | Budapest         | 1998. július 12. (26 éves)     | Kaposvári Rákóczi FC        | 50 000    | Nem publikus      |
| 23                     | Szekszárdi Tamás | magyar       | Szekszárd        | 1994. március 31. (30 éves)    | Nyíregyháza Spartacus FC    | 50 000    | Nem publikus      |
| 24                     | Papp Szilárd     | magyar       | Nagykanizsa      | 1991. december 13. (33 éves)   | Nagykanizsai Olajbányász SE | 50 000    | Nem publikus      |
| 26                     | Tóth Bence       | HUN          | Tapolca          | 1998. május 25. (26 éves)      | Vasas SC                    | 150 000   | 2022.06.30.       |
| Középpályások          |                  |              |                  |                                |                             |           |                   |
| 2                      | Rokszin Ádám     | magyar       | Szolnok          | 1991. július 21. (33 éves)     | Nyíregyháza Spartacus FC    | 100 000   | Nem publikus      |
| 5                      | Sipos Zoltán     | magyar       | Hódmezővásárhely | 2001. március 7. (24 éves)     | Paksi FC                    | 125 000   | Nem publikus      |
| 8                      | Pelles Patrik    | magyar       | Szolnok          | 2004. szeptember 25. (20 éves) | utánpótlásból került fel    | 10 000    | Nem publikus      |
| 9                      | Tóth László      | magyar       | Jászberény       | 1995. július 9. (29 éves)      | Kazincbarcikai SC           | 50 000    | Nem publikus      |
| 15                     | Kovács Olivér    | magyar       | Marcali          | 1990. december 22. (34 éves)   | Nagykanizsai Olajbányász SE | 75 000    | Nem publikus      |
| 16                     | Fekete Kristóf   | magyar       | Szolnok          | 2003. július 21. (21 éves)     | utánpótlásból került fel    | 10 000    | Nem publikus      |
| 17                     | Kónya Márk       | magyar       | Nyíregyháza      | 1989. április 4. (35 éves)     | Debreceni VSC II            | 50 000    | Nem publikus      |
| 18                     | Hleba Tamás      | magyar · UKR | Debrecen         | 1997. február 3. (28 éves)     | Nyíregyháza Spartacus FC    | 50 000    | Nem publikus      |
| 20                     | Iván Milán       | magyar       | Szolnok          | 2001. július 31. (23 éves)     | utánpótlásból került fel    | 10 000    | Nem publikus      |
| 27                     | Földi Marcell    | magyar       | Cegléd           | 1999. március 24. (25 éves)    | utánpótlásból került fel    | 50 000    | Nem publikus      |
| Támadók                |                  |              |                  |                                |                             |           |                   |
| 11                     | Busa Bence       | magyar       | Szeged           | 1994. szeptember 2. (30 éves)  | FC Dabas                    | 50 000    | Nem publikus      |
| 13                     | Kurdics Levente  | magyar       | Szolnok          | 2002. december 5. (22 éves)    | utánpótlásból került fel    | 50 000    | Nem publikus      |
| 14                     | Lakatos István   | magyar       | Budapest         | 1999. szeptember 4. (25 éves)  | FC Ajka                     | 50 000    | Nem publikus      |
| 16                     | Tömösvári Bálint | magyar       | Szolnok          | 1998. június 14. (26 éves)     | Budapest Honvéd FC          | 75 000    | Nem publikus      |
| 19                     | Csörgő Raul      | magyar       | Balmazújváros    | 2002. december 31. (22 éves)   | Nyíregyháza Spartacus FC    | 50 000    | 2022.06.30.       |
| 21                     | Antal Gábor      | magyar       | Szolnok          | 2004. augusztus 14. (20 éves)  | utánpótlásból került fel    | 10 000    | Nem publikus      |
| 22                     | Irmes Dávid      | magyar       | Veszprém         | 1996. május 25. (28 éves)      | Pápai Perutz FC             | 25 000    | Nem publikus      |
| Kölcsönadott játékosok |                  |              |                  |                                |                             |           |                   |
| Név                    | Poszt            | Nemzetiség   | Születési hely   | Születési idő (kor)            | Kölcsönben itt              | Érték (€) | Kölcsön lejárta   |
|                        |                  |              |                  |                                |                             |           |                   |

### Híres játékosok
* a félkövérrel írt játékosok rendelkeznek felnőtt válogatottsággal.
- Hervé Tchami
- Horváth Ferenc
- Kispéter Mihály
- Kolláth Ferenc
- Laborcz Lajos
- Lipták Zoltán
- Pető Zoltán
- Szántó József
- Szendrei József
- Szűcs Sándor
- Vermes Krisztián
- Vezér Antal

## A csapat stadionja
A csapat a Tiszaligeti stadionban játssza hazai meccseit. A teljesen újjáépült 3437 férőhelyes létesítményt 2016-ban adták át.
A pálya érdekessége volt a kézi állítású eredményjelző, amit az NB 1-es feljutás miatt digitálisra cseréltek. 1974 előtt a csapat otthona a Véső utcai MÁV Sporttelep volt.

## Szezonok
- A Szolnoki MÁV FC 2010–2011-es szezonja